# Taxi au Brésil
Au Brésil, la profession de taxi est soumise à l'acquisition d'une licence auprès de la mairie. Ces licences sont ensuite cessibles entre chauffeurs de taxi.

## Galerie

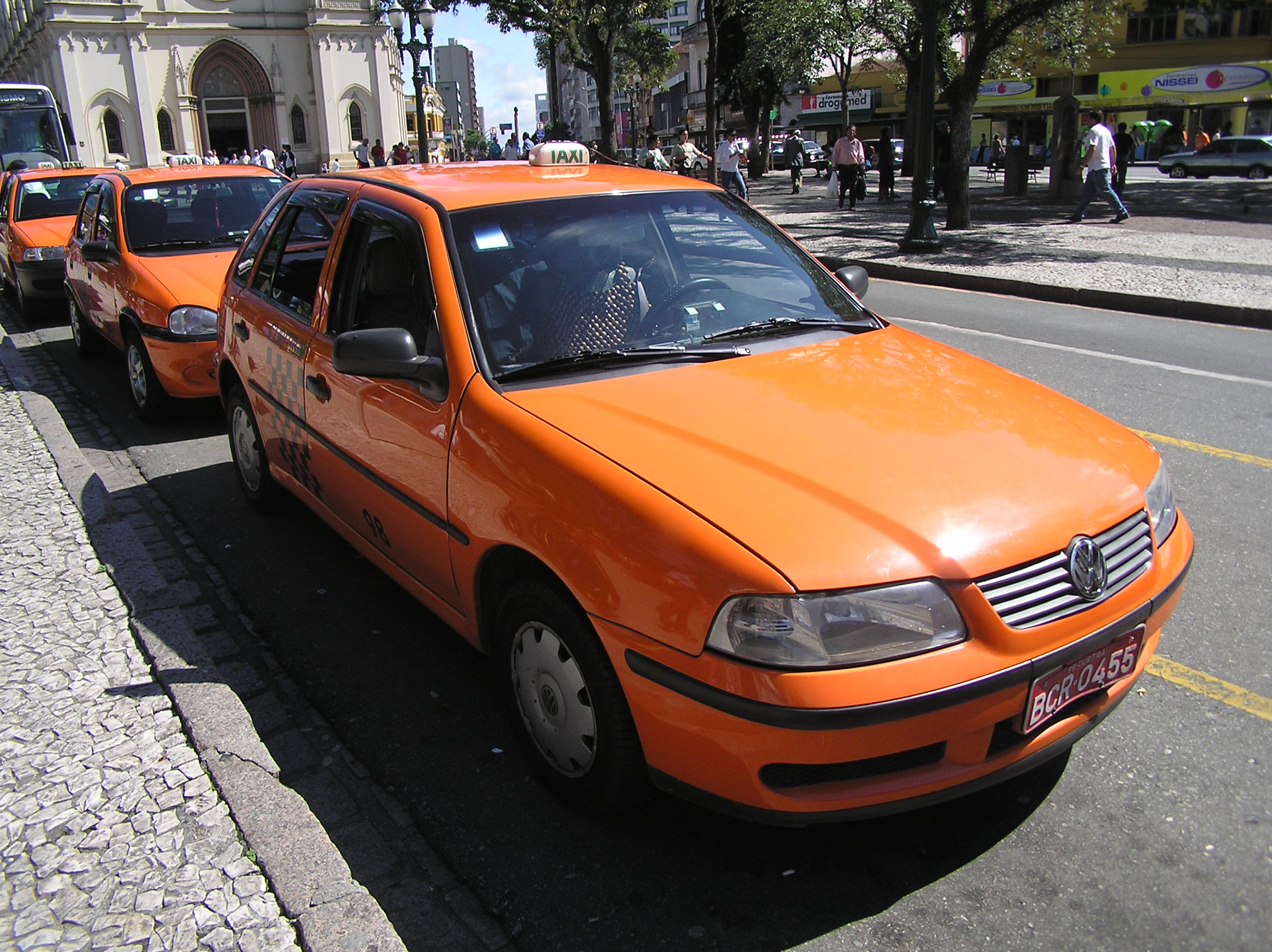
Taxi de Curitiba
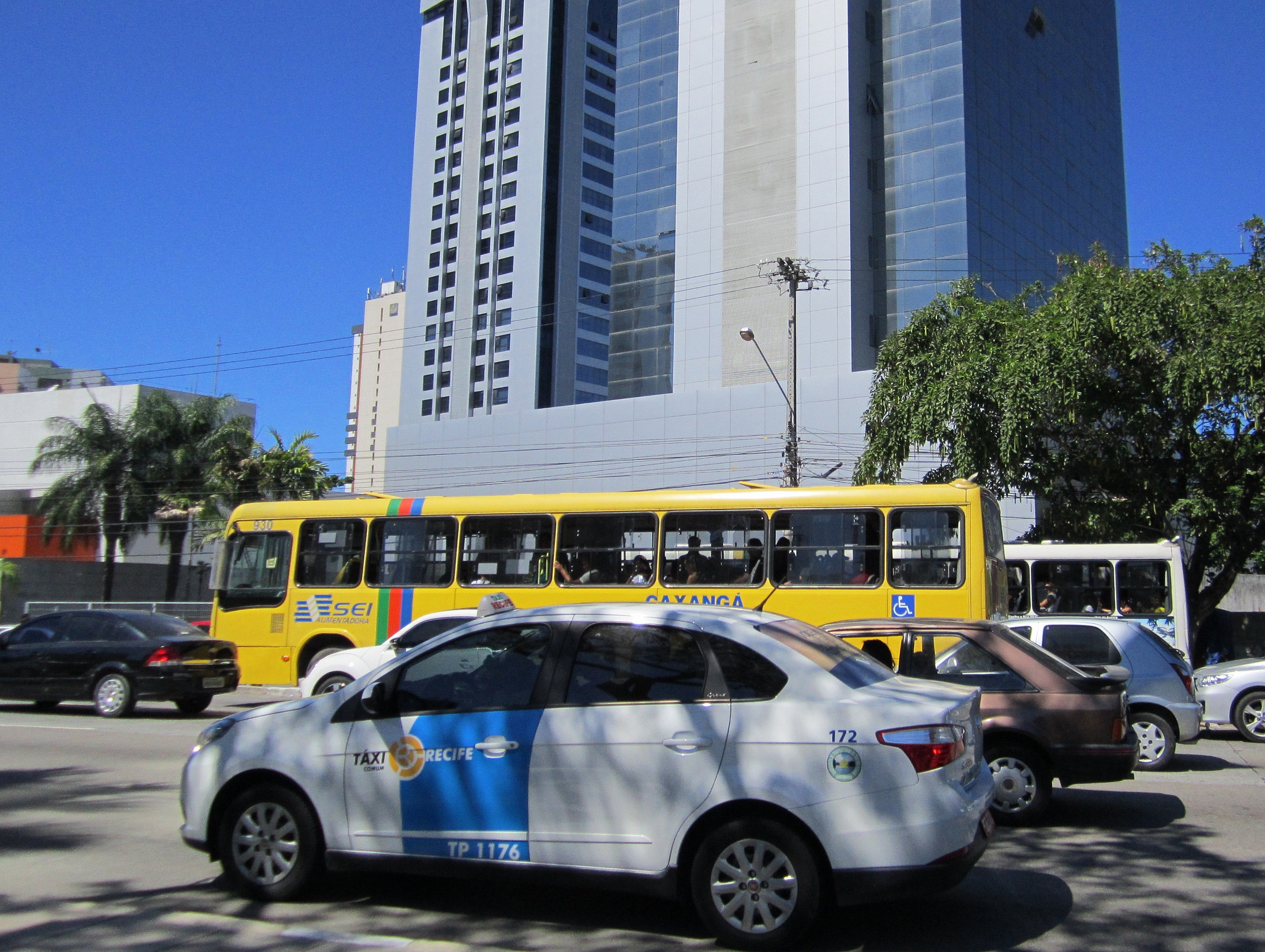
Taxi de Recife
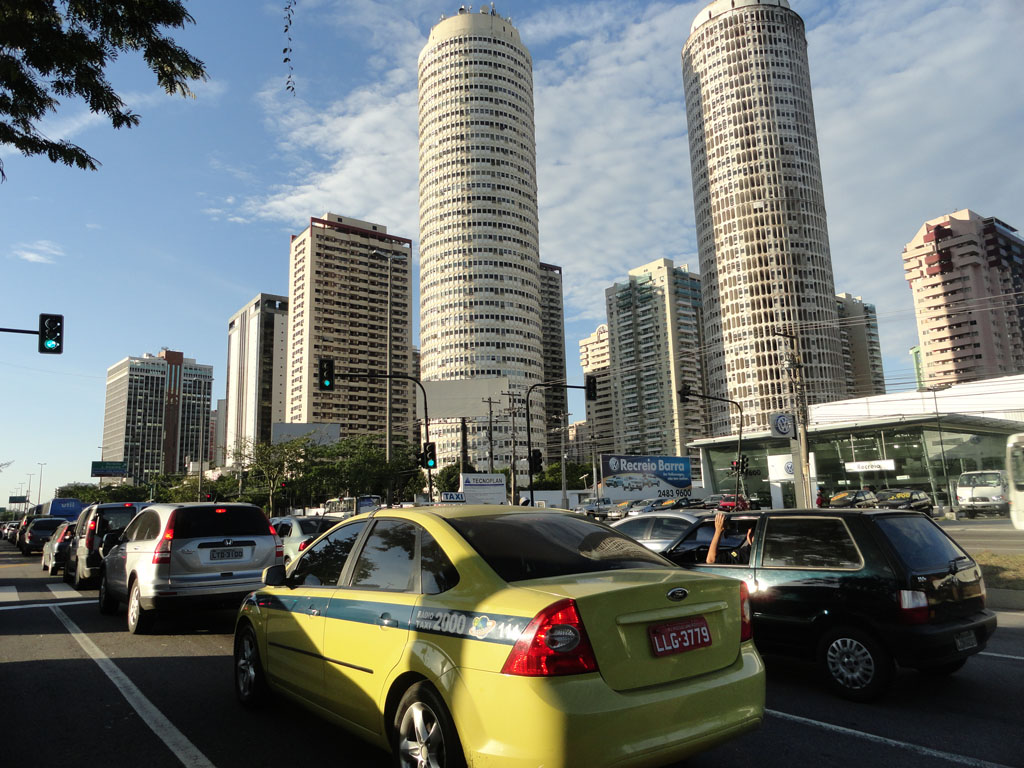
Taxi de Rio de Janeiro